# Samaria (antike Stadt)

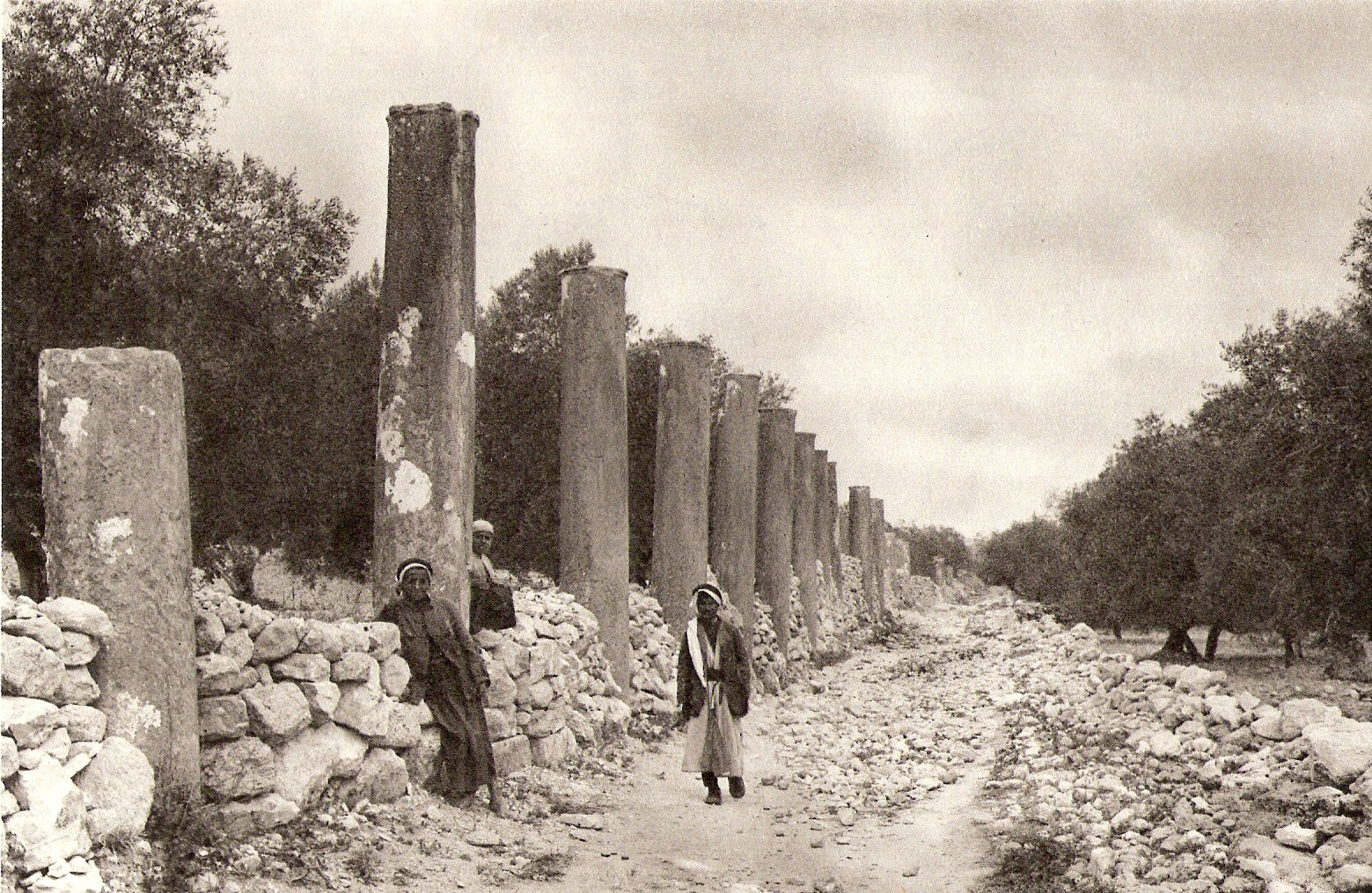
Ruinen von Samaria

Samaria (hebräisch שומרון Shomron, altgriechisch Σαμάρεια Samareia, später Σεβάστη Sebaste, arabisch سبسطية, Sebastia) war die Hauptstadt des Königreiches Israel ab etwa 876 v. Chr. Sie liegt in Zentralpalästina, nicht weit nordwestlich von der modernen Stadt Nablus, dem antiken Sichem, auf einem etwa 90 Meter hohen Hügel.
Weitere Bezeichnungen sind Sebaste, Sebastia, Sebastiya, Sebastiyeh, Sebastos, Sebustiyeh, Shamir, Shomeron oder Shomron.

## Geschichte
Der israelitische König Omri gründete um 876 v. Chr. als Ersatz für das weniger gut gelegene Tirza die neue Hauptstadt Samaria auf einem davor unbesiedelten Berg. Omris Nachfolger hatten hier bis zur Zerstörung durch die Assyrer im Jahre 722/21 v. Chr. (2 Kön 17,1-23 ) ihren Sitz, danach wurde die Festung Zentrum der assyrischen, dann babylonischen und seit 539 v. Chr. persischen Provinz Samerina. Erneut wurde sie 107 v. Chr. von den Hasmonäern zerstört und später von Herodes dem Großen als Sebaste wiederaufgebaut. Mit der Gründung von Flavia Neapolis durch Kaiser Vespasian 72 n. Chr. verlor die Stadt zunehmend an Bedeutung. In byzantinischer Zeit wurde sie endgültig verlassen. Siehe auch den Artikel Samaritaner.
Sebaste in Palaestina ist heute ein römisch-katholisches Titularbistum.
Das heutige Sebastia ist ein Dorf in den Palästinensischen Autonomiegebieten.

## Bauwerke und Archäologie
Aus israelitischer Zeit stammen Reste von einer Kasemattenmauer, die von Omris Sohn Ahab gebaut wurde, sowie ein 24 × 27 m großes Palastgebäude und einige Magazine. Die wichtigsten Funde sind einige Bruchstücke von Elfenbeinschnitzereien und eine Ostrakasammlung, heute im Rockefeller Museum in Jerusalem. Besonders beeindruckend sind die Ruinen einiger römischer Bauten, u. a. einer Basilika und eines Theaters. Die ehemalige St.-Johannes-Kathedrale aus dem 12. Jahrhundert dient heute als Moschee, in der das Grab Johannes’ des Täufers verehrt wird.

## Personen
- Malthake (* um 45 v. Chr. in Samaria; † 4 v. Chr. in Rom), fünfte Ehefrau des judäischen Königs Herodes des Großen, Mutter des Ethnarchen Herodes Archelaos und des (auch im Neuen Testament erwähnten) Tetrarchen Herodes Antipas
- Simon Magus († vermutlich in Rom um 65), ein Gnostiker der Samaritaner, lebte und wirkte hier in römischer Zeit.
- Rufus aus Samaria (um 100 n. Chr.), jüdisch-hellenistischer Arzt
- Raed Saleh (* 1977 in Sebastia), deutscher Politiker, Mitglied des Abgeordnetenhauses von Berlin und Fraktionsvorsitzender der SPD-Fraktion